# Ermita de Santa Magdalena de Garcia
Santa Magdalena és una ermita al terme municipal de Garcia (Ribera d'Ebre) protegida com a bé cultural d'interès local. El santuari està construït sota una roca que cobreix tota la construcció.
L'ermita es troba adossada entre dos cossos de dos nivells d'alçat i coberta plana, que es corresponen amb l'habitatge de l'ermità i l'ajuntament. El primer cos està obert a la planta baixa en arc rebaixat, a l'interior del qual hi ha una font que brolla de la roca i el portal d'accés de la capella, d'arc escarser arrebossat. A l'interior, consta d'una sola nau amb volta de canó dividida per arcs torals que descansen sobre pilastres. L'absis, de menor alçada que la nau, s'obre en arc de mig punt i consta d'un altar-retaule amb espai posterior a manera de deambulatori. En cadascun dels laterals hi ha un altar, un dedicat a Sant Antoni i l'altre a Santa Elena. Als peus del temple hi ha el cor, sostingut amb un arc rebaixat i delimitat amb barana de fusta. La il·luminació de la nau es fa a través de finestres apuntades situades a la façana lateral. A l'exterior, entre les finestres, hi ha grans contraforts, sobre els quals s'obren finestres d'arc rebaixat i rectangulars que ventilen l'espai sota coberta. L'acabat exterior és arrebossat i pintat de color blanc.

## Història
De l'any 1783 s'han localitzat uns escrits que diuen que davant de l'ermita hi havia una font d'on naixia una heura. L'any 1835, quan van incendiar el monestir d'Escala Dei en temps d'Isabel II, també van incendiar aquesta ermita, que va ser refeta posteriorment. Tal com consta inscrit en una pedra lateral, va ser restaurada el 1944. Durant el període de 1987 al 1993 es van dur a terme un seguit de reformes com canviar trespols, la teulada, fer lavabos, barbacoes...